# 4e cérémonie des Houston Film Critics Society Awards
La 4e cérémonie des Houston Film Critics Society Awards, décernés par la Houston Film Critics Society, a eu lieu le 18 décembre 2010, et a récompensé les films réalisés l'année précédente.

## Palmarès

### Meilleur film
- The Social Network
  - 127 heures (127 Hours)
  - Black Swan
  - Inception
  - Kick-Ass
  - Le Discours d'un roi (The King's Speech)
  - Tout va bien, The Kids Are All Right (The Kids Are All Right)
  - Toy Story 3
  - True Grit
  - Winter's Bone

### Meilleur réalisateur
- David Fincher pour The Social Network
  - Darren Aronofsky pour Black Swan
  - Danny Boyle pour 127 heures (127 Hours)
  - Joel et Ethan Coen pour True Grit
  - Christopher Nolan pour Inception

### Meilleur acteur
- Jesse Eisenberg pour le rôle de Mark Zuckerberg dans The Social Network
  - Jeff Bridges pour le rôle de Rooster Cogburn dans True Grit
  - Robert Duvall pour le rôle de Felix Bush dans Le Grand Jour (Get Low)
  - Colin Firth pour le rôle du roi George VI dans Le Discours d'un roi (The King's Speech)
  - James Franco pour le rôle d'Aron Ralston dans 127 heures (127 Hours)

### Meilleure actrice
- Natalie Portman pour le rôle de Nina dans Black Swan
  - Annette Bening pour le rôle de Nic dans Tout va bien, The Kids Are All Right (The Kids Are All Right)
  - Nicole Kidman pour le rôle de Becca Corbett dans Rabbit Hole
  - Jennifer Lawrence pour le rôle de Ree Dolly dans Winter's Bone
  - Noomi Rapace pour le rôle de Lisbeth Salander dans Millénium (Män som hatar kvinnor)

### Meilleur acteur dans un second rôle
- Christian Bale pour le rôle de Dickie Eklund dans Fighter (The Fighter)
  - Andrew Garfield pour le rôle d'Eduardo Saverin dans The Social Network
  - Bill Murray pour le rôle de Frank Quinn dans Le Grand Jour (Get Low)
  - Jeremy Renner pour le rôle de James Coughlin dans The Town
  - Geoffrey Rush pour le rôle de Lionel Logue dans Le Discours d'un roi (The King's Speech)

### Meilleure actrice dans un second rôle
- Hailee Steinfeld pour le rôle de Mattie Ross dans True Grit
  - Helena Bonham Carter pour le rôle de Elizabeth Bowes-Lyon dans Le Discours d'un roi (The King's Speech)
  - Melissa Leo pour le rôle d'Alice dans Fighter (The Fighter)
  - Julianne Moore pour le rôle de Jules dans Tout va bien, The Kids Are All Right (The Kids Are All Right)
  - Jacki Weaver pour le rôle de Janine "Smurf" Cody dans Animal Kingdom

### Meilleur scénario
- The Social Network – Aaron Sorkin
  - Inception – Christopher Nolan
  - Tout va bien, The Kids Are All Right (The Kids Are All Right) – Lisa Cholodenko et Stuart Blumberg
  - Toy Story 3 – Michael Arndt, Andrew Stanton, Lee Unkrich et John Lasseter
  - Winter's Bone – Debra Granik et Anne Rosellini

### Meilleure photographie
- Inception – Wally Pfister
  - 127 heures (127 Hours) – Anthony Dod Mantle et Enrique Chediak (en)
  - Black Swan – Matthew Libatique
  - Harry Potter et les Reliques de la Mort – 1re partie (Harry Potter and the Deathly Hallows – Part 1) – Eduardo Serra
  - True Grit – Roger Deakins

### Meilleure musique de film
- Inception – Hans Zimmer
  - 127 heures (127 Hours) – A. R. Rahman
  - Dragons (How To Train Your Dragon) – John Powell
  - The Social Network – Trent Reznor et Atticus Ross
  - True Grit – Carter Burwell

### Meilleure chanson originale
- "We Are Sex Bob-Omb" de Beck – Scott Pilgrim (Scott Pilgrim vs. the World)
  - "The Clap" de Dan Bern et Mike Viola – American Trip (Get Him to the Greek)
  - "If I Rise" de A. R. Rahman et Dido – 127 heures (127 Hours)
  - "Shine" de John Legend – Waiting for "Superman"
  - "You Haven't Seen the Last of Me" de Cher et Diane Warren – Burlesque

### Meilleur film en langue étrangère
- Millénium (Män som hatar kvinnor) •  Suède
  - Biutiful •  Mexique /  Espagne
  - Carlos •  France
  - Mother (마더) •  Corée du Sud
  - Dans ses yeux (El secreto de sus ojos) •  Argentine

### Meilleur film d'animation
- Toy Story 3
  - Moi, moche et méchant (Despicable Me)
  - Dragons (How To Train Your Dragon)
  - Megamind
  - Raiponce (Tangled)

### Meilleur film documentaire
- Restrepo
  - Client 9: The Rise and Fall of Eliot Spitzer
  - Marwencol
  - The Tillman Story
  - Waiting for "Superman"

### Pire film
- Jonah Hex
  - La Forêt contre-attaque (Furry Vengeance)
  - Le Dernier Maître de l'air (The Last Airbender)
  - Sex and the City 2
  - Splice

### Meilleure réussite
- Charles Dove et Hector Luna

### Humanitarian of the Year Award
- George Clooney

### Lifetime Achievement Award
- Sissy Spacek